# Datenfernschaltgerät
Datenfernschaltgeräte (DFG) waren Übertragungsgeräte, mit denen Datenendeinrichtungen an das Datex-L-Netz angeschaltet werden konnten. Als Nachrichtenfernschaltgerät (NFGt) bezeichnete man Geräte mit einer Datenübertragungsrate von 64 kbit/s. NFGts konnten zusammengeschaltet werden, so dass als Gesamtdatenübertragungsrate 256 kbit/s erreicht wurden.
Alle Geräte boten in funktioneller Sicht dem Endgerät Schnittstellen aus der V- oder X-Serie der ITU-T. Das Datex-L-Netz verlangte als Zugangsprozedur das Protokoll der X.21. Grund für die Verwendung der V-Empfehlungen war, dass die Endgeräte bei Einführung des Datex-L-Netzes oft für V-Schnittstellen ausgelegt waren und daher eine kompatible Schnittstelle am DFG erforderlich war. 
Für den Asynchronbetrieb (bis 300 bit/s) arbeiteten DFGs nach der Empfehlung X.20. Diese Empfehlung kommt mit jeweils einer Leitung für die Sende- und die Empfangsdaten aus, zusätzlich gibt es eine Rückleitung (Betriebserde). 
Im Synchronbetrieb arbeiteten DFGs entweder nach der Prozedur X.21 oder mit Schnittstellenleitungen der V.24; der Ablauf ist dann in der Empfehlung X.21bis beschrieben.
DFGs hatten drei Aufgaben:
- eine Verbindung zum gewünschten Kommunikationspartner herzustellen,
- Datenübertragung durchzuführen
- Fehlerdiagnose mit Hilfe von Prüfschleifen zu ermöglichen.

## Beispiele für DFGs und Terminaladapter
DFG300
Gerät für das Datex-300L-Netz mit Datenübertragungsraten bis 300 bit/s.
DFG2400
Gerät für das Datex-2400L-Netz.
DFG9600UE-01
Dieses Gerät hat zwei DEE-Schnittstellen, funktionell nach V.24: Eine für die Datenübertragung und eine für den automatischen Verbindungsaufbau entsprechend V.25 (integrierte AWD). Die Verbindungssteuerung übernahm hierbei das DFG; es war damit komplexer als das DFG9600UE-02. Da nicht alle Endeinrichtungen eine automatische Wahl erlaubten, konnte eine Verbindung auch über Tastenwahl oder eine Direktruftaste eingeleitet werden.
DFG9600UE-02
Die Endgeräteschnittstelle entspricht der X.21; damit ist die gesamte Verbindungssteuerung und Datenübertragung eine Funktion der DEE.
NFGt64UE
Eines der letzten DFGs der Deutschen Bundespost. Die Datenübertragungsrate von 64 kbit/s erlaubte auch die Übertragung von Sprache, deshalb die Namensänderung auf Nachrichtenfernschaltgerät.
TA X.21/X.21bis Typ 2 mit Wahltastatur
Durch die Einführung des ISDN (Motto: Alles über ein Netz) wurden Terminaladapter (TA) als Umsetzer für das Datex-L-Netz notwendig, diese Geräte waren funktionsmäßig praktisch DFGs.

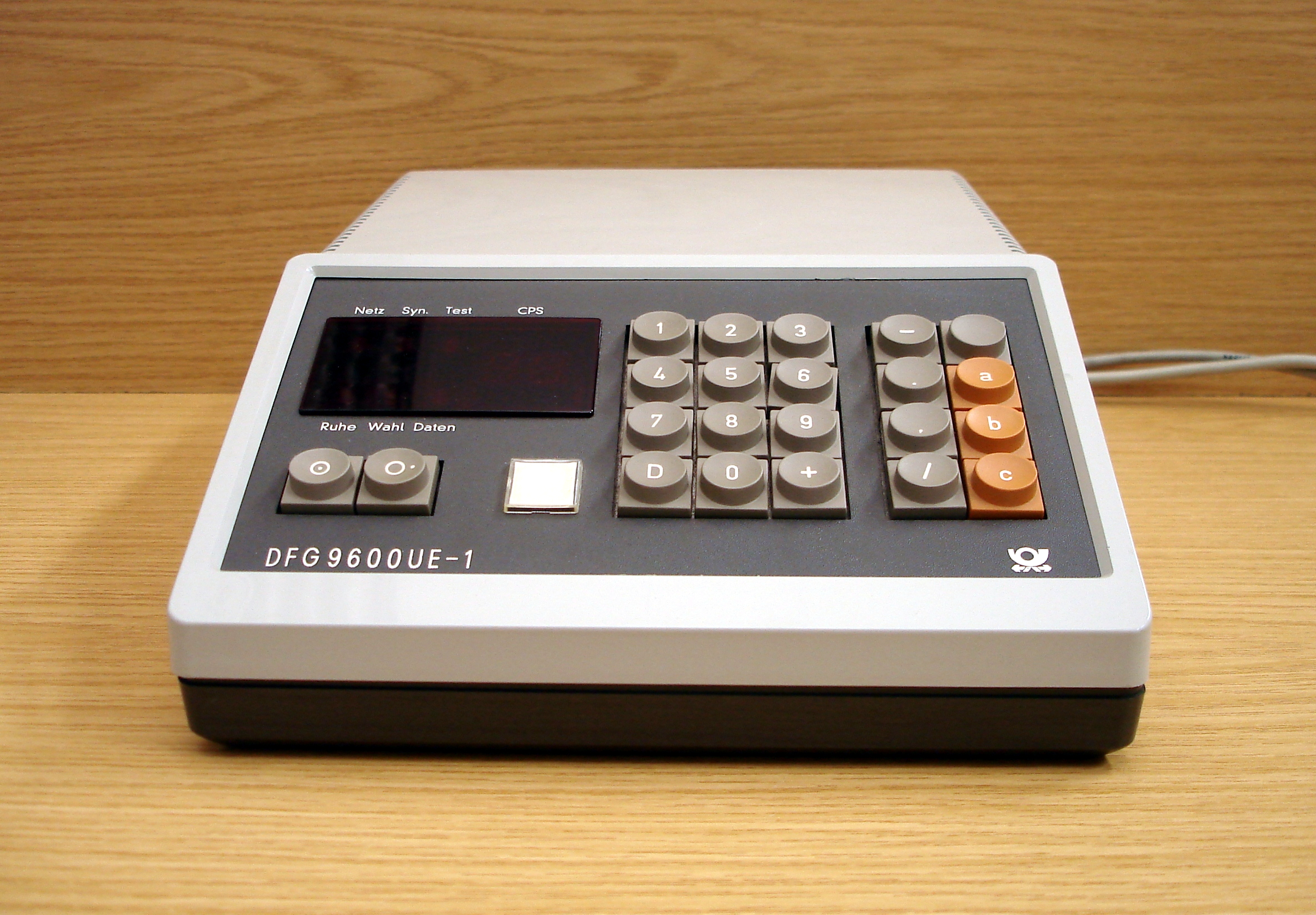
DFG9600UE-1
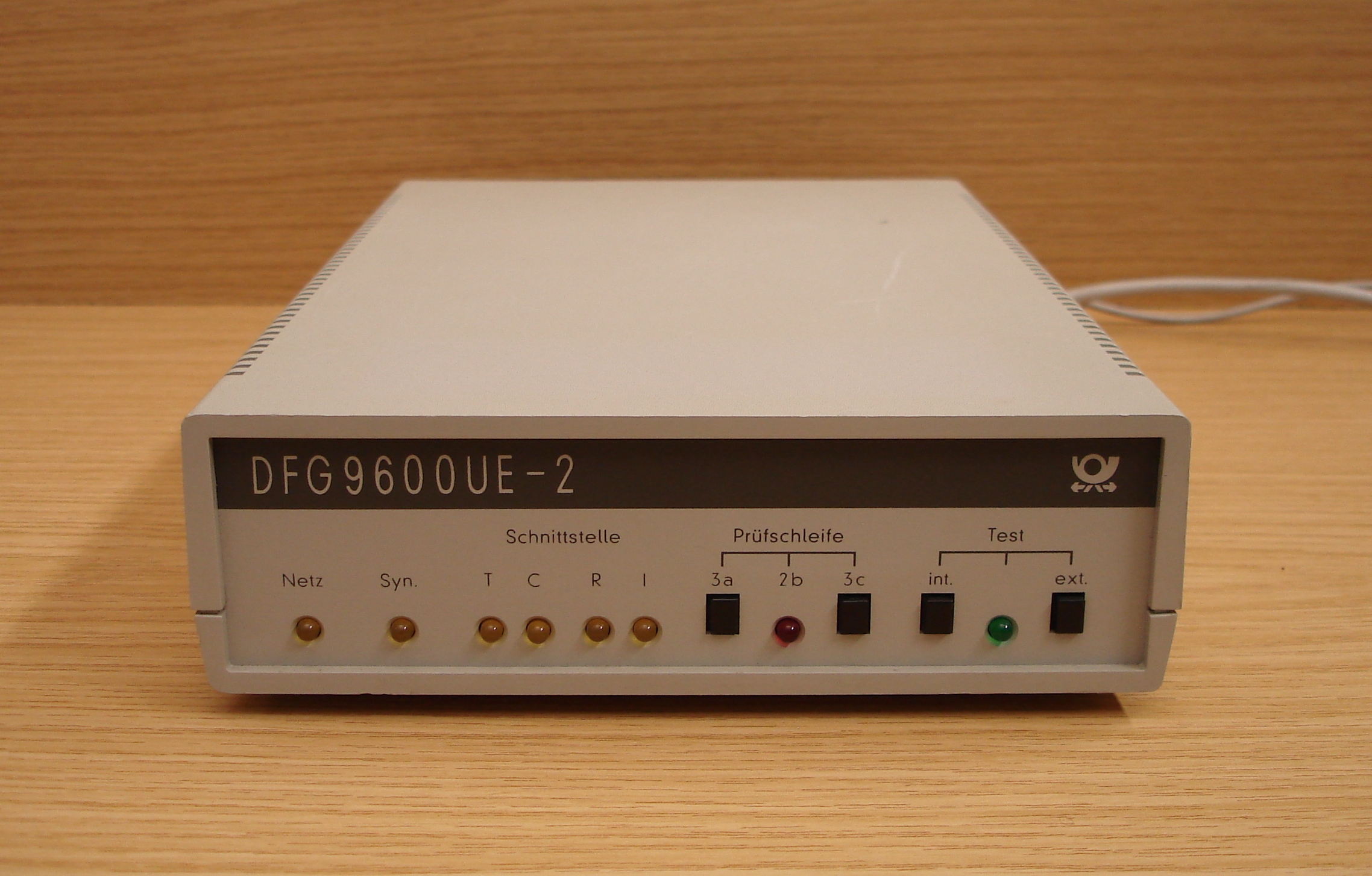
DFG9600UE-2
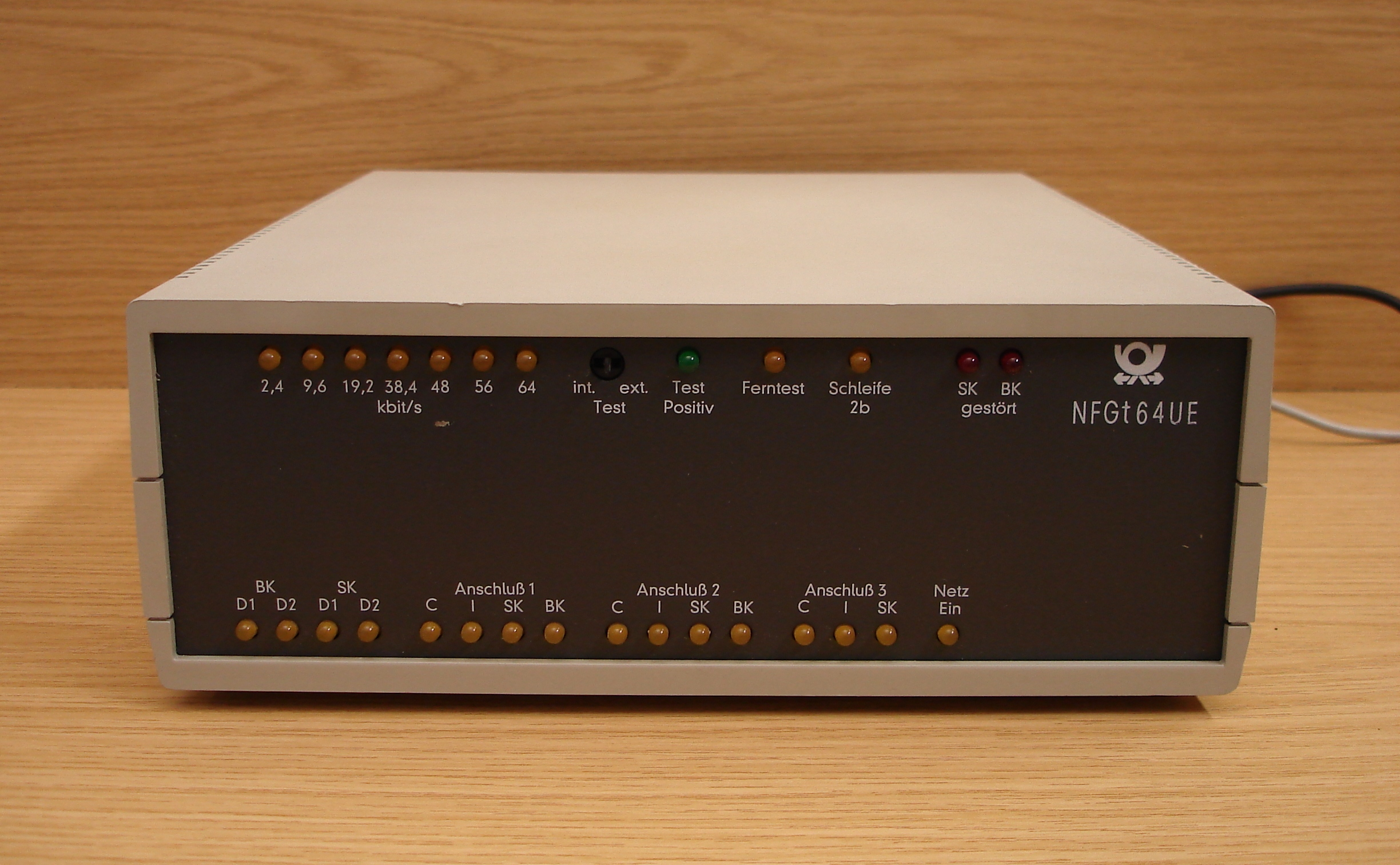
NFGt64UE
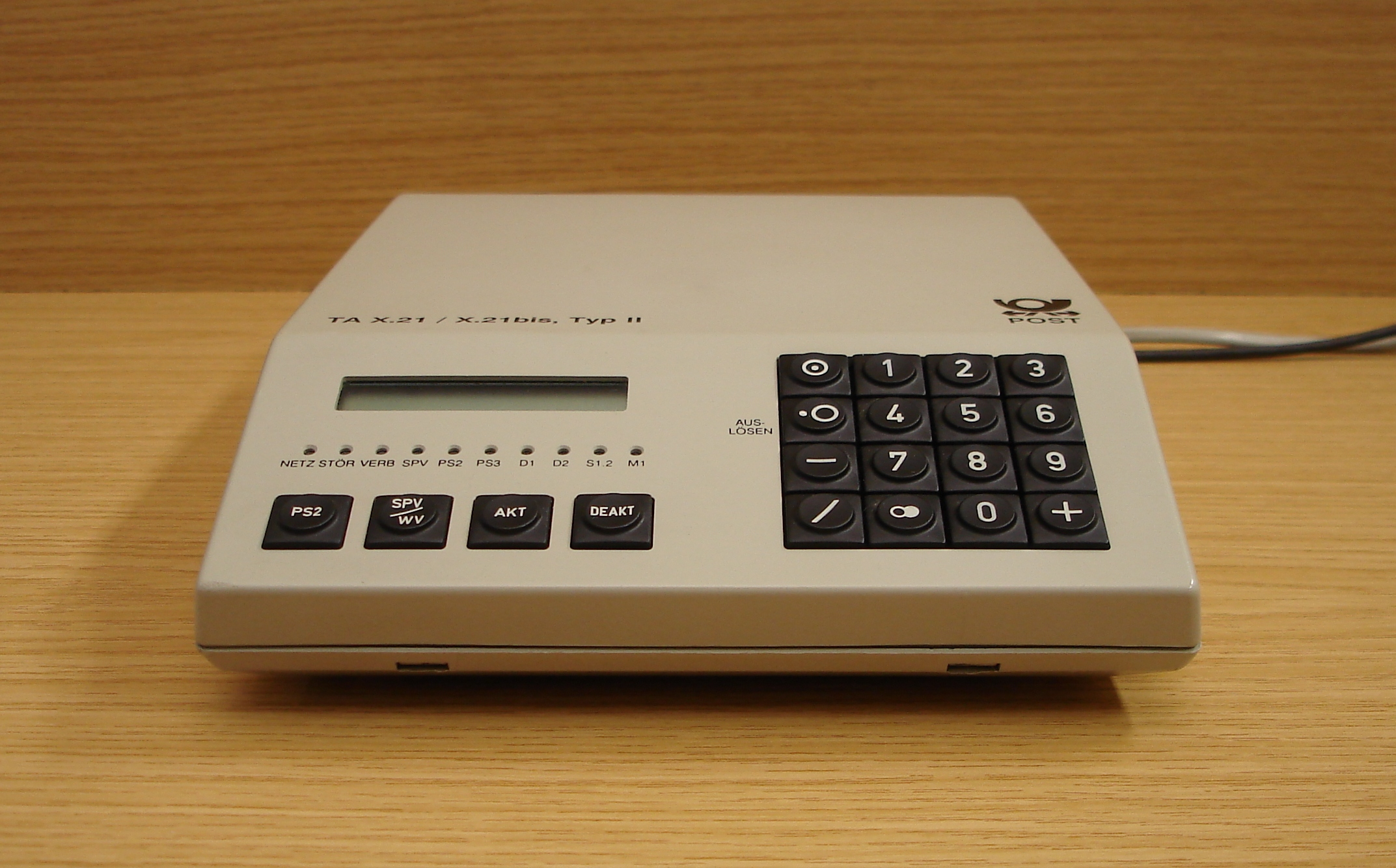
TA X.21 Typ 2
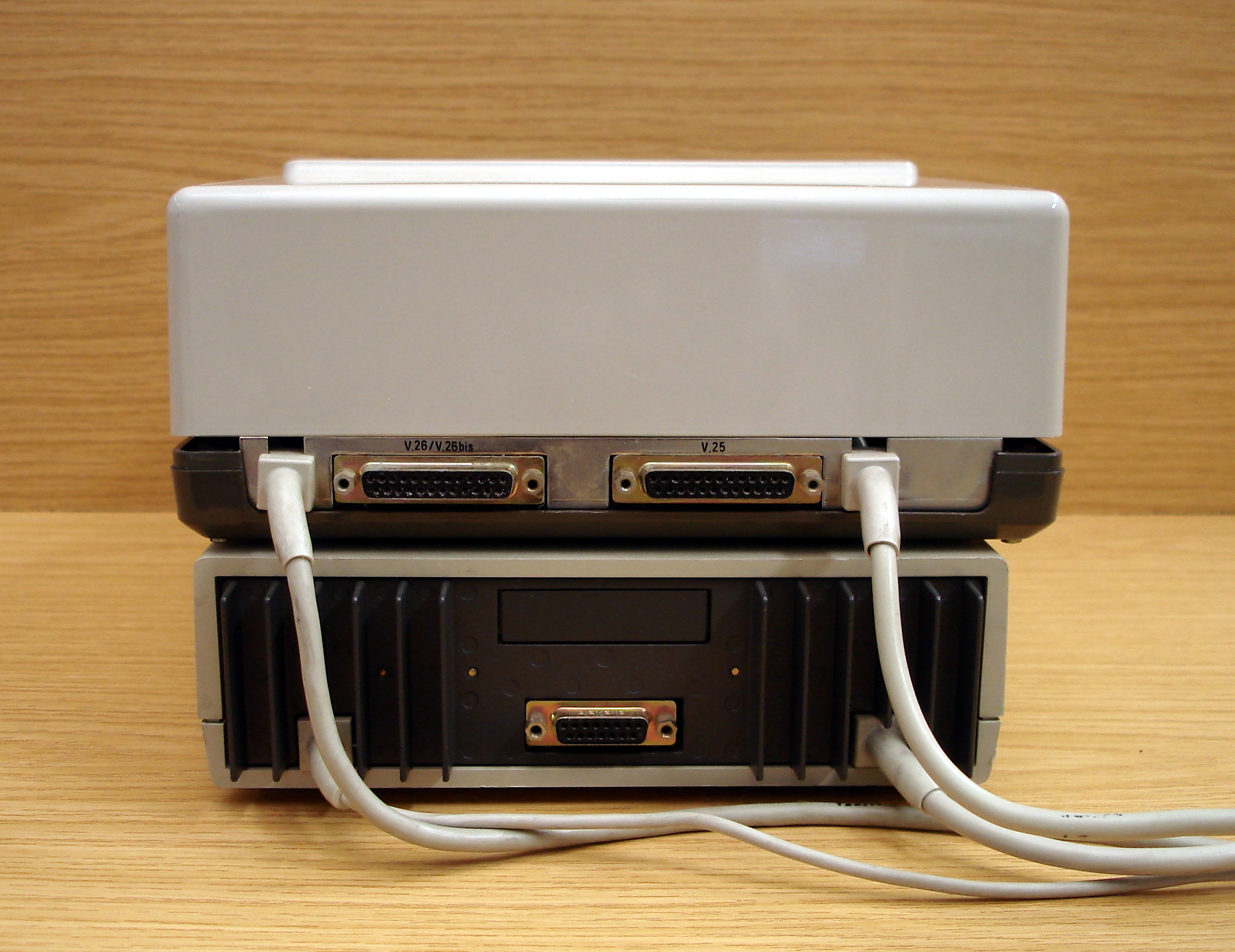
Datenfernschaltgeräte, Rückseiten mit Schnittstellen
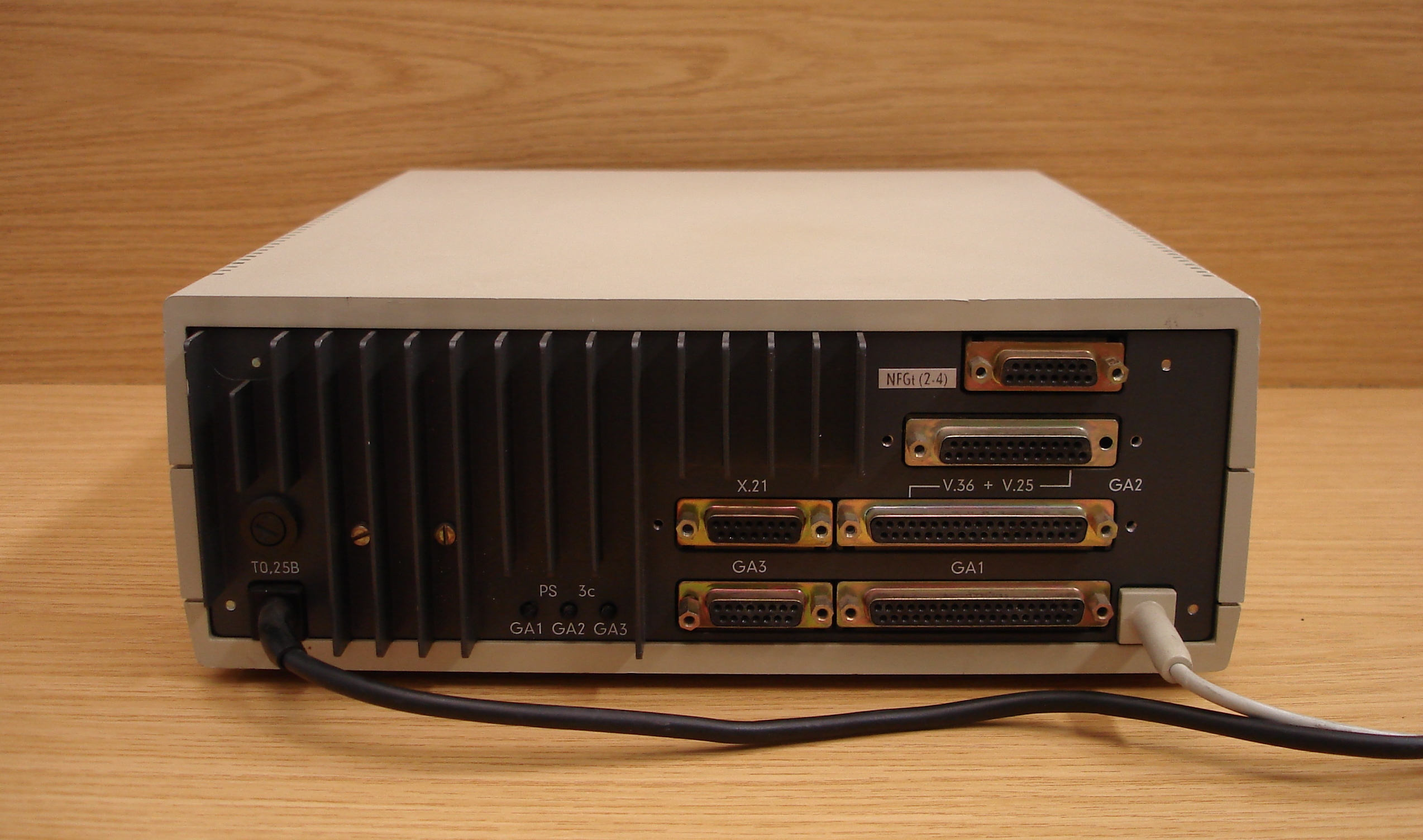
Datenfernschaltgerät NFGT64UE, Rückseite mit Schnittstellen
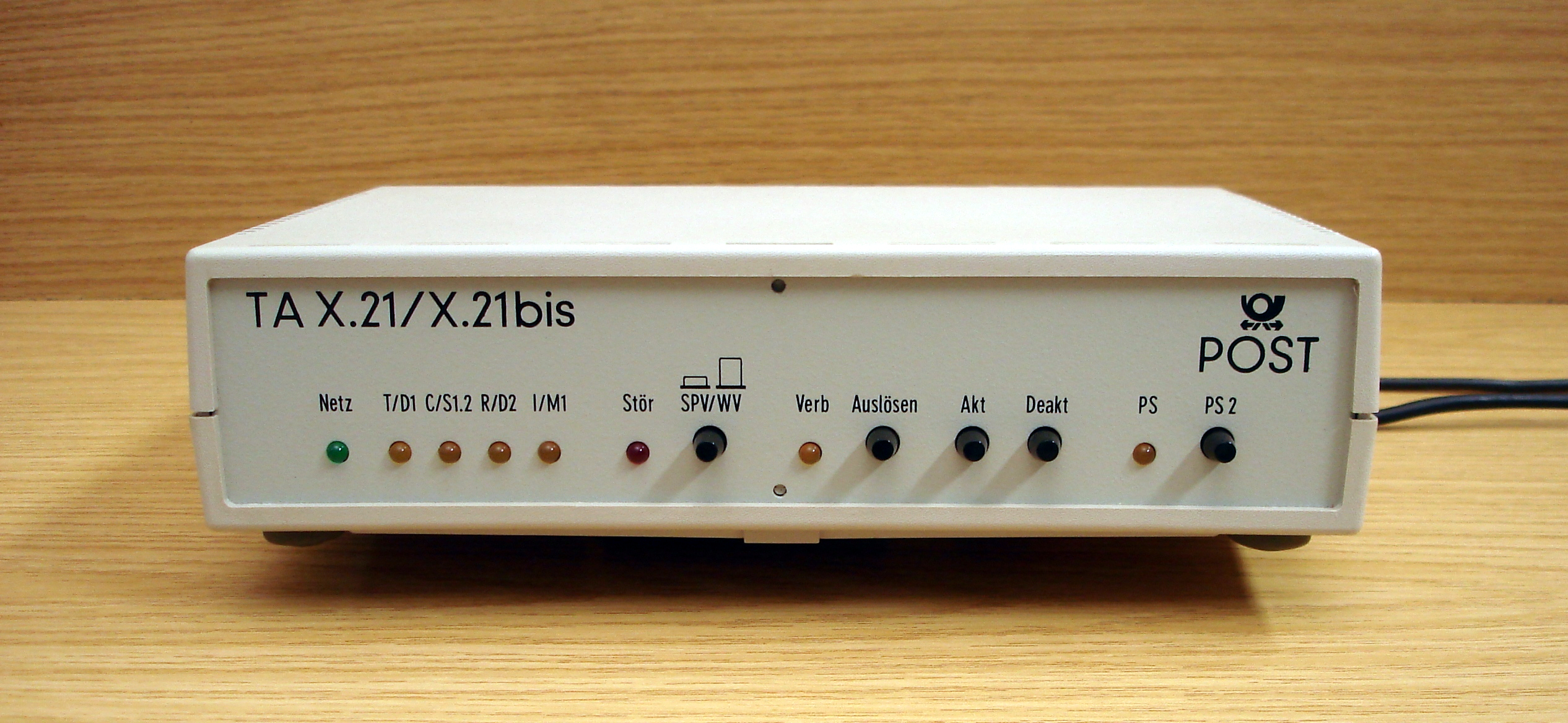
TA X.21